# دونالد بيلي (عازف جاز)
دونالد بيلي (بالإنجليزية: Donald Bailey)‏ هو عازف جاز أمريكي، ولد في 26 مارس 1934 في فيلادلفيا في الولايات المتحدة، وتوفي في 15 أكتوبر 2013 في مونتكلير في الولايات المتحدة.

## وصلات خارجية
- دونالد بيلي على موقع IMDb (الإنجليزية)
- دونالد بيلي على موقع ميوزك برينز (الإنجليزية)
- دونالد بيلي على موقع أول ميوزيك (الإنجليزية)
- دونالد بيلي على موقع أول ميوزيك (الإنجليزية)
- دونالد بيلي على موقع ديسكوغز (الإنجليزية)
- دونالد بيلي على موقع ديسكوغز (الإنجليزية)